# Friedrich Carlén
Friedrich Carlén, eigentlich Friedrich Nacser, auch Friedrich Näser, (8. Februar 1867 in Luckenwalde – 24. Mai 1907 in Sand bei Baden-Baden) war ein deutscher Opernsänger (Tenor).

## Leben
Carlén, der Sohn eines Organisten, wurde mit seines Vaters Einverständnis zum Sänger an der Königlichen Hochschule für Musik (Professor Rudolf Otto) ausgebildet. 1891 begab er sich nach den Vereinigten Staaten Amerikas, wo er als Solo-Tenor an der deutsch-evangelischen Kirche in Brooklyn Verwendung fand. Man lobte seine sympathischen Stimmmittel und seine musikalische Sicherheit und lud ihn vielfach zur Beteiligung an Konzerten ein. So sang er wiederholt in den großen Konzert-Veranstaltungen der deutschen Liederkranzgesellschaft in New York und in den Saison-Konzerten der Seidelschen Gesellschaft in Brooklyn.
Nach fünfjähriger Tätigkeit gab er endlich dem Drängen seines Gönners, des Kapellmeisters Anton Seidl, nach und wagte, auch seinem eigenen Wunsche entsprechend, den Sprung auf die Bühne. Besonders einflussreich war die bekannte Sängerin Katharina Klafsky, mit der er u. a. beim Sängerfest in Pittsburgh mit großem Erfolg wirkte und die ihn eindringlichst zur Bühnenkarriere ermunterte.
1896 nach Europa zurückgekehrt, debütierte er am 26. August als Faust am Dresdner Hoftheater und wurde sofort engagiert. Obzwar er daselbst Rollen wie Max, Lyonel, Bellmonte, Tamino etc. sang, fühlte er sich dennoch in seiner künstlerischen Tätigkeit beengt und vertauschte 1897 Dresden mit Düsseldorf.
Auch dort verblieb er nur ein Jahr um einem vorteilhaften Rufe an das Stadttheater Bremen Folge zu leisten, woselbst er als Vertreter des Heldentenorfaches hervorragend künstlerisch tätig war.
Tristan, Rienzi, Tannhäuser, Lohengrin gehörten zu seinen renommiertesten Rollen. Dabei wurde er noch besonders als Konzertsänger geschätzt. Sein Tenor war von echtem reinstem Timbre, voll Noblesse, Weichheit, ergreifender Wärme, Biegsamkeit und Tragfähigkeit. Auch lobte man seinen tief empfundenen, ausdrucksvollen Vortrag und sein durchgeistigtes Spiel. Neben seiner Tätigkeit als Bühnensänger wirkte er weiter als Konzertsänger und hat sich auch als solcher in Deutschland Renommee erworben, wozu u. a. seine wiederholten Erfolge im Leipziger Gewandhaus nicht unwesentlich beigetragen haben.